# Кісвілл (Вірджинія)
Кісвілл (англ. Keysville) — місто (англ. town) в США, в окрузі Шарлотт штату Вірджинія. Населення — 807 осіб (2020).

## Географія
Кісвілл розташований за координатами 37°2′20″ пн. ш. 78°28′49″ зх. д. / 37.03889° пн. ш. 78.48028° зх. д. (37.039009, -78.480365).  За даними Бюро перепису населення США в 2010 році місто мало площу 3,00 км², уся площа — суходіл.

## Демографія
Згідно з переписом 2010 року, у місті мешкали 832 особи в 353 домогосподарствах у складі 192 родин. Густота населення становила 278 осіб/км².  Було 401 помешкання (134/км²).
Расовий склад населення:
| - 64,8 % — білих - 29,6 % — чорних або афроамериканців - 0,6 % — азіатів - 0,5 % — корінних американців - 3,1 % — осіб інших рас |

До двох чи більше рас належало 1,4 %. Частка іспаномовних становила 3,7 % від усіх жителів.
За віковим діапазоном населення розподілялося таким чином: 25,5 % — особи молодші 18 років, 50,8 % — особи у віці 18—64 років, 23,7 % — особи у віці 65 років та старші. Медіана віку мешканця становила 43,1 року. На 100 осіб жіночої статі у місті припадало 77,8 чоловіків;  на 100 жінок у віці від 18 років та старших — 64,0 чоловіків також старших 18 років.
Середній дохід на одне домашнє господарство  становив 32 288 доларів США (медіана — 22 400), а середній дохід на одну сім'ю — 40 998 доларів (медіана — 35 294). Медіана доходів становила 35 625 доларів для чоловіків та 19 904 долари для жінок. За межею бідності перебувало 28,7 % осіб, у тому числі 36,3 % дітей у віці до 18 років та 22,7 % осіб у віці 65 років та старших.
Цивільне працевлаштоване населення становило 376 осіб. Основні галузі зайнятості: освіта, охорона здоров'я та соціальна допомога — 24,7 %, роздрібна торгівля — 22,6 %, будівництво — 10,6 %, виробництво — 8,5 %.